# Sui Lu
Sui Lu (chinesisch 眭禄, Pinyin Suī Lù; * 1. April 1992 in Zhuzhou, Hunan) ist eine ehemalige chinesische Turnerin. Nachdem sie ab dem Jahre 2008 im internationalen Erwachsenenbereich in Erscheinung trat, war die vor allem auf Bodenturnen und den Schwebebalken spezialisierte Athletin bei diversen Wettbewerben erfolgreich. Nach den Chinesischen Nationalspielen 2013, an denen sie einmal Gold und zweimal Silber gewann, beendete sie 21-jährig ihre Karriere als Turnerin.

## Leben und Karriere
Ihre Karriere als Turnerin begann die im Jahre 1992 in der ostchinesischen Großstadt Zhuzhou in der Provinz Hunan geborene Sui im Alter von fünf Jahren beim „Hunan Team“. Im Jahre 2000 wurde sie vom „Shanghai Team“ aufgenommen, für das sie auf nationaler Ebene zahlreiche Erfolge feierte. 2004 wurde sie in den chinesischen Nationalkader geholt, für den sie fortan im Erwachsenenbereich in Erscheinung trat. Bei den nationalen Meisterschaften des Jahres 2007 gewann sie Gold am Schwebebalken, sowie erstmals seit 27 Jahren wieder Gold für Shanghai im Mannschaftsmehrkampf der Damen, gefolgt von einer weiteren Goldmedaille beim Bodenturnen bei den nationalen Meisterschaften 2008. Dabei schlug sie unter anderem spätere Olympiasieger wie Cheng Fei, Jiang Yuyuan, Li Shanshan oder Deng Linlin. In diesem Jahr galt sie auch als eine Anwärterin auf die Teilnahme an den Olympischen Sommerspielen im eigenen Land, bei denen die Chinesinnen in weiterer Folge die Goldmedaille im Mannschaftsmehrkampf gewannen. Durch ihre unbeständigen Leistungen während des Weltcups des Jahres 2008 schaffte sie es jedoch nicht in das endgültige chinesische Aufgebot und wurde zusammen mit der ebenfalls unbeständigen Xiao Sha durch Deng Linlin ersetzt.
Bei den 11. Chinesischen Nationalspielen in der Provinz Shandong agierte Sui als Schlüsselperson ihres Teams. Im Mannschaftsfinale absolvierte sie erfolgreich alle vier Geräte und gewann mit ihren Teamkolleginnen Fu Binbin, Tan Sixin, Xiao Kangjun, Yang Ruxue und Zhang Yujiao mit 0.125 Punkten Vorsprung auf das „Guangdong Team“ die Goldmedaille. In den Einzelwettbewerben erreichte sie die Bronzemedaille im Einzelmehrkampf, sowie Bronze am Schwebebalken und Gold beim Bodenturnen. Vor allem ab dieser Zeit avancierte Sui zu einer der gegenwärtig besten chinesischen Athletinnen am Schwebebalken und Boden und feierte diverse nationale wie auch internationale Erfolge. Kurz vor den Chinesischen Nationalspielen nahm Sui Lu an den Turn-Weltmeisterschaften 2009 in London teil, wo sie unter anderem Bronze beim Bodenturnen erreichte. In ihrer zweiten Spezialdisziplin reichte es nach einem Sturz in der Qualifikation nur für einen achten Platz, wodurch sie nicht mehr an der späteren Finalrunde teilnehmen konnte. Da in der Finalrunde ohnehin nur maximal zwei Athleten aus einer Nation vertreten sein durften, nahmen Deng Linlin und Yang Yilin daran teil, wobei Erstgenannte die Goldmedaille gewann. Doch auch während des Weltcups 2009 konnte Sui diverse Disziplinen für sich entscheiden; so gewann sie unter anderem drei Goldmedaillen am Boden (in Stuttgart, Osijek und Cottbus), sowie eine weitere Goldmedaille am Schwebebalken in Osijek.
Zahlreiche weitere Medaillen folgen im darauffolgenden Jahr 2010, als Sui Lu an den Turn-Weltmeisterschaften 2010 in Rotterdam oder den Asienspielen 2010 in Guangzhou teilnahm. Bei den Weltmeisterschaften in den Niederlanden erreichten die chinesischen Damen besteht aus Sui Lu, Jiang Yuyuan, He Kexin, Huang Qiushuang, Deng Linlin und Yang Yilin die Bronzemedaille hinter den Vereinigten Staaten (Silber) und Russland (Gold). In den Einzelbewerben konnte sich Sui allerdings nicht durchsetzen; in einer ihrer Paradedisziplinen, dem Bodenturnen, reichte es lediglich für einen fünften Platz. Nachdem sie die Qualifikation am Stufenbarren lediglich am 38. Platz beendete, schaffte sie es mit einem 15. Qualifikationsrang am Schwebebalken ebenfalls nicht in die Finalrunde. Weitgehend bessere Erfolge erreichte die 18-Jährige jedoch einen Monat später bei den Asienspielen, bei denen sie insgesamt vier Goldmedaillen erkämpfte. Dabei setzte sie sich am Boden, am Schwebebalken, sowie im Einzel- wie auch Mannschaftsmehrkampf vor allen Kontrahenten durch. Am Stufenbarren schaffte sie unter anderem deshalb keine Teilnahme, weil an der Qualifikation vor allem die chinesischen und japanischen Damen triumphierten und an der späteren Finalrunde immer nur maximal zwei Teilnehmer einer Nation teilnehmen dürfen. Aufgrund der starken chinesischen und japanischen Platzierungen musste bis auf den 13. Rang zugegriffen werden. Weiters erreichte sie in der letzten Augustwoche 2010 drei Goldmedaillen (Schwebebalken, Boden und Einzelmehrkampf), sowie die Bronzemedaille im Mannschaftsmehrkampf bei den nationalen Meisterschaften in ihrer Geburtsstadt Zhuzhou.
Ein Jahr später konnte sie bei den Turn-Weltmeisterschaften 2011 in Tokio weitere Erfolge feiern, nachdem sie unter anderem bereits im Mai desselben Jahres bei den nationalen Meisterschaften in Kunshan jeweils Gold am Schwebebalken, am Boden, sowie im Team gewann. Bei den Turnweltmeisterschaften konnte Sui Lu wieder in ihren Paradedisziplinen triumphieren und gewann mit klaren Vorsprung auf die Zweitplatzierte Yao Jinnan Gold am Balken und wurde mit geringem Abstand auf die Russin Xenija Dmitrijewna Afanassjewa Zweite beim Bodenturnen. Im Mannschaftsmehrkampf reichte es für die Chinesinnen hinter den Vereinigten Staaten und Russland nur für den dritten Platz und die damit verbundene Bronzemedaille. Aufgrund ihrer beständigen Leistung und den beiden Goldmedaillen (Balken und Team) und Bronze am Boden bei den nationalen Meisterschaften im Mai 2012 in Shanghai nahm Sui von Juli bis August 2012 an den 30. Olympischen Sommerspielen in Großbritanniens Hauptstadt London teil. In einem Interview teilte Sui mit, dass sie bereits nach ihrem Ausschluss vom chinesischen Aufgebot bei den Olympischen Spielen 2008 an einen vorzeitigen Rücktritt dachte, doch aufgrund der Unterstützung ihrer Trainer dem Sport weiterhin treu blieb. Für ihr Heimatland trat die damals 20-Jährige dabei an ihren Spezialgeräten in Erscheinung. Während sie am Bodenturnen bereits in der Qualifikation mit einem 13. Rang scheiterte, schaffte sie als Erstplatzierte der Qualifikation am Balken den Einzug ins spätere mit acht Athletinnen besetzte Finale. Beim Finale am Schwebebalken der Frauen im The O₂ schaffte sie es mit 0,1 Punkte Rückstand auf ihre Landsmännin Deng Linlin zu Olympiasilber. In der Mannschaftswertung beendeten die Chinesinnen das Turnier auf dem vierten Rang, wobei Sui in beiden absolvierten Disziplinen die höchste Punktezahl ihres Teams beisteuerte. Umgehend nach den Olympischen Spielen begann die 20-Jährige im September 2013 ein HR-Studium an der Jiaotong-Universität Shanghai.
Eines der letzten größeren Events, das Sui Lu absolvierte, waren die nationalen Meisterschaften im Mai 2013 in Dalian, die die 153 cm große Athletin auf einem sechsten Platz am Balken und der Goldmedaille am Boden, die sie sich mit Shang Chunsong, die die gleiche Punktezahl erreicht hatte, teilte, beendete. Im Mannschaftsmehrkampf konnte sich das „Team Shanghai“ bestehend aus Sui Lu, Tan Sixin, Xiao Kangjun, Yang Tianyi, Zhang Yiqian und Fan Yilin zum wiederholten Male die Goldmedaille erkämpfen. Ebenfalls in Dalian fanden im September 2013 die Turnwettbewerbe der in der Provinz Liaoning stattfindenden Chinesischen Nationalspiele 2013 statt, wobei Sui hier zum letzten Mal an einem größeren Turnier teilnahm. Im Endklassement reichte es für Sui zu je einer Silbermedaille am Balken und am Boden, sowie zur Goldmedaille im Team.
Am 26. Dezember 2013 ging Sui, die sich über weite Teile ihrer Karriere vor allem dadurch von ihren Kontrahentinnen unterschied, weil sie im Gegensatz zu den anderen nie barfuß, sondern immer mit Socken turnte, zusammen mit zahlreichen weiteren chinesische Athleten in der vorzeitigen sportlichen Ruhestand. Nach ihrer Karriere arbeitete sie unter anderem als Sportlehrerin in Shanghai.